# Sit pardalenc de praderia
El sit pardalenc de praderia o sit pardalenc de prat (Passerculus sandwichensis) és una espècie d'ocell de la família dels Passerèl·lids (Passerellidae) i única espècie del gènere Passerculus. Habiten praderies, tundra, pantans, terres de conreu i aiguamolls de la major part d'Amèrica del Nord, criant des de les Aleutianes cap a l'est, a tot l'ample d'Alaska i el Canadà, nord, est i oest dels Estats Units, centre de Mèxic i Guatemala. En hivern es desplacen cap al sud, fins al Carib, el sud dels Estats Units i la major part de Mèxic.

## Taxonomia
Alguns autors consideren que aquest tàxon són en realitat quatre espècies diferents:
- Passerculus sandwichensis (stricto sensu) - sit pardalenc de praderia. Alaska, Canadà i els Estats Units.
- Passerculus guttatus Lawrence, 1867 - sit pardalenc de Belding[4] del sud-oest dels Estats Units i el nord-oest de Mèxic.
- Passerculus rostratus (Cassin, 1852) - sit pardalenc becgròs,[5] de l'oest i nord-oest de Mèxic.
- Passerculus sanctorum Coues, 1884 - sit pardalenc de les San Benito,[6] que habita les illes de San Benito, properes a la costa de Baixa Califòrnia.